# Maleisisch honkbalteam

Vlag van Maleisië.

Het Maleisisch honkbalteam is het nationale honkbalteam van Maleisië. Het team vertegenwoordigt Maleisië tijdens internationale wedstrijden. Het team heeft een keer meegedaan met honkbal op de Zuidoost-Aziatische Spelen in 2007 en is daar vijfde geworden.
Het Maleisisch honkbalteam hoort bij de Aziatische Honkbalfederatie (BFA). 

## Kampioenschappen

### Zuidoost-Aziatische Spelen
Maleisië nam in totaal één keer deel aan de Zuidoost-Aziatische Spelen, ze behaalde de vijfde positie.
| Editie    | 2007 |
| Prestatie | 5e   |